# Antischleiermittel (Fotolabortechnik)
Ein Antischleiermittel ist ein Hilfsstoff bei der Entwicklung von analogen Fotos. Antischleiermittel, auch Verzögerer genannt, dienen dazu, vermischt in der eigentlichen Entwicklerlösung, unscharfe, verschleierte Abzüge zu vermeiden. Eine Verschleierung tritt auf, wenn belichtete Silberbromidkristalle durch Fadenbildung benachbarte unbelichtete Kristalle berühren und dadurch aktivieren. Zu lange Entwicklungszeiten können ein Grund für Schleierbildung sein.
Als Antischleiermittel wird Kaliumbromid, teilweise auch Thiosulfat oder Thiocyanat verwendet. Bei überlagerten Fotopapieren kann Benzotriazol mit Diethylenglycol eingesetzt werden. Die Schleierbildung wird durch zwei Effekte verhindert:
1. Durch Verzögerung der Entwicklung
2. Durch Konstanthaltung der Potentialdifferenz